# Zuid-Khorasan
Zuid-Khorasan (Perzisch: استان خراسان جنوبی; Ostān-e Khorasan-e-Jonoobi) is een van de 31 provincies van Iran. De provincie is gelegen in het oosten van het land en de hoofdstad van deze provincie is Birjand.
Andere steden zijn:
- Ferdows
- Qaen
- Nehbandan
- Sarbisheh
- Sarayan
- Darmiyan

Alborz · Ardebil · Oost-Azerbeidzjan · West-Azerbeidzjan · Bushehr · Chahar Mahaal en Bakhtiari · Fars · Gilan · Golestan · Hamadan · Hormozgan · Ilam · Isfahan · Kerman · Kermanshah · Noord-Khorasan · Razavi-Khorasan · Zuid-Khorasan · Khoezistan · Kohgiluyeh en Boyer Ahmad · Kordestan · Lorestan · Markazi · Mazandaran · Qazvin · Qom · Semnan · Sistan en Beloetsjistan · Teheran · Yazd · Zanjan